# (3776) Vartiovuori
(3776) Vartiovuori (1938 GG) – planetoida z pasa głównego asteroid okrążająca Słońce w ciągu 5,69 lat w średniej odległości 3,18 j.a. Odkrył ją Heikki Alikoski 5 kwietnia 1938 roku.